# Rust in Peace Live
Rust in Peace Live è il quinto album dal vivo del gruppo musicale statunitense Megadeth, pubblicato il 7 settembre 2010 dalla Shout! Factory.

## Descrizione
Come intuibile dal titolo, contiene l'intera esecuzione del quarto album in studio del gruppo Rust in Peace avvenuta il 31 marzo 2010 presso l'Hollywood Palladium di Hollywood, ultimo concerto del Rust in Peace 20th Anniversary Tour.
La pubblicazione è inoltre la prima con il bassista storico David Ellefson, ritornato nei Megadeth proprio nel 2010.

## Tracce

### CD
1. Holy Wars... The Punishment Due – 7:02
2. Hangar 18 – 5:05
3. Take No Prisoners – 3:24
4. Five Magics – 6:00
5. Poison Was the Cure – 3:36
6. Lucretia – 3:59
7. Tornado of Souls – 5:28
8. Dawn Patrol – 1:52
9. Rust in Peace...Polaris – 6:10
10. Holy Wars - Reprise – 4:15

Bonus Performances
1. Skin o' My Teeth – 3:19
2. In My Darkest Hour – 6:12
3. She-Wolf – 3:36
4. Trust – 5:10
5. Symphony of Destruction – 4:00
6. Peace Sells – 4:47

### DVD
1. Holy Wars... The Punishment Due – 7:02
2. Hangar 18 – 5:05
3. Take No Prisoners – 3:24
4. Five Magics – 6:00
5. Poison Was the Cure – 3:36
6. Lucretia – 3:59
7. Tornado of Souls – 5:28
8. Dawn Patrol – 1:52
9. Rust in Peace...Polaris – 6:10
10. Holy Wars - Reprise – 4:15

Bonus Performances
1. Skin o' My Teeth – 3:19
2. In My Darkest Hour – 6:12
3. She-Wolf – 3:36
4. Trust – 5:10
5. Symphony of Destruction – 4:00
6. Peace Sells – 4:47

Extra
1. Behind-the-Scenes Footage, Including Band Rehearshals

## Formazione
Gruppo
- Dave Mustaine – voce, chitarra
- Chris Broderick – chitarra, cori
- David Ellefson – basso, cori
- Shawn Drover – batteria

Produzione
- Bart Peters – produzione, produzione esecutivo
- Mark Adelman, Bob Emmer – produzione esecutiva
- Brian Blum – supervisione produzione DVD
- Kerry Asmussen – direzione
- Frans Vermast – ingegneria del suono
- Ryan Greene – missaggio
- Masaki Murashita – assistenza missaggio
- Stephen Marsh – mastering